# Le Diamant du Nil
Pour les articles homonymes, voir Diamant (homonymie).
Série
À la poursuite du diamant vert
(1984)
Pour plus de détails, voir Fiche technique et Distribution.
Le Diamant du Nil (The Jewel of the Nile) est un film américain réalisé par Lewis Teague et sorti en 1985. Il s'agit de la suite du film À la poursuite du diamant vert de Robert Zemeckis, sorti l'année précédente. On y retrouve Jack Colton, Joan Wilder et Ralph cette fois embarqués pour l'Égypte, sur la piste d'un fabuleux joyau, celui du Nil.
La sortie du film est accompagnée de la chanson When the Going Gets Tough, the Tough Get Going de Billy Ocean, qui sera un immense succès, en se classant no 1 dans de nombreux pays.

## Synopsis

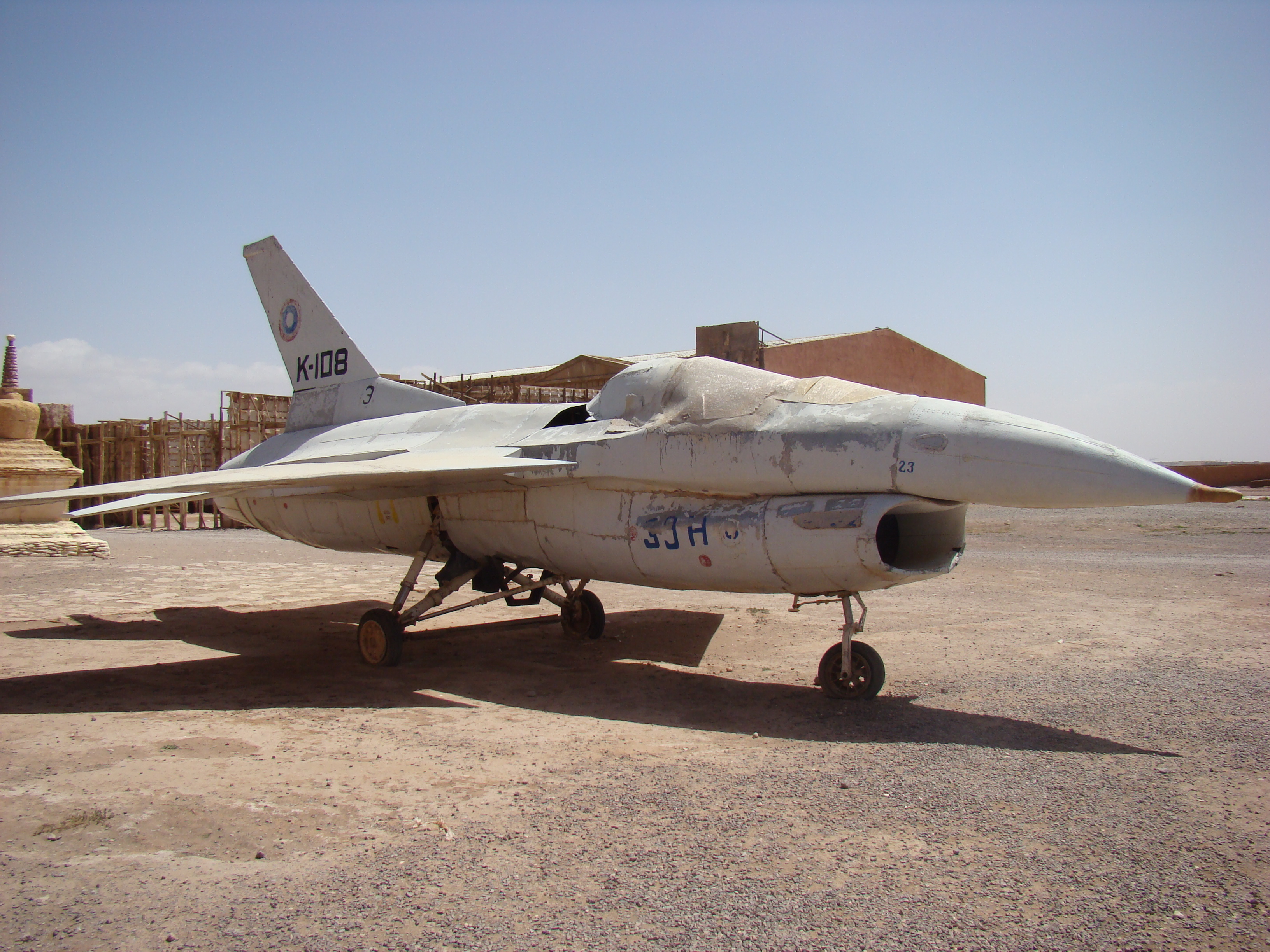
Maquette d'avion utilisée dans le tournage du film à Ouarzazate.

Six mois après les événements liés à la quête du diamant vert, Jack et Joan sillonnent en amoureux les mers depuis plusieurs mois, jusque sur la Côte d'Azur. Au cours d'un banquet organisé à Cannes, Joan rencontre Omar Khalifa, un émir auto-promu « Empereur du Nil ». Victime du syndrome de la page blanche depuis quelque temps, elle accepte d'écrire sa biographie. Omar l'invite alors dans son palais. La romance tournant au vinaigre, Jack décide de continuer la croisière seul. Mais sur le chemin du départ, il tombe sur Ralph qui veut se venger de lui puis échappe de justesse au plasticage de son bateau. Un terroriste lui demande son aide pour retrouver Al-Jawhara, Le « Joyau du Nil », un symbole sacré dérobé par Omar pour légitimer son pouvoir despotique et son plan d'invasion de l’Égypte. Ralph décide de l'accompagner pour lui faire éponger sa dette.

## Fiche technique
Sauf indication contraire, les informations mentionnées dans cette section peuvent être confirmées par la base de données cinématographiques IMDb,  présente dans la section « Liens externes ».
- Titre français : Le Diamant du Nil
- Titre original : The Jewel of the Nile
- Réalisateur : Lewis Teague
- Scénariste : Mark Rosenthal et Lawrence Konner, d'après les personnages créés par Diane Thomas
- Musique : Jack Nitzsche
- Directeur de la photographie : Jan de Bont
- Costumes : Emma Porteous
- Cadreur et opérateur steadicam : Marc Koninckx
- Producteur : Michael Douglas
- Sociétés de production : SLM Production Group, Stone Group Pictures et Twentieth Century Fox
- Distribution : Twentieth Century Fox
- Budget : 25 000 000 $
- Pays de production :  États-Unis
- Durée : 106 minutes
- Genre : comédie, aventures
- Dates de sortie : 
  - États-Unis : 4 décembre 1985 (première à New York), 11 décembre 1985 (sortie nationale)
  - France : 2 avril 1986

## Distribution
- Michael Douglas (VF : Érik Colin) : Jack T. Colton
- Kathleen Turner (VF : Anne Jolivet) : Joan Wilder
- Danny DeVito (VF : Jacques Marin) : Ralph
- Spýros Fokás (VF : Jean Lagache) : Omar Khalifa
- Avner Eisenberg (VF : Maurice Sarfati) : Joyau, le saint homme (Jewel en VO)
- Paul David Magid (VF : Gérard Hernandez) : Tarak
- Howard Jay Patterson : Barak
- Randall Edwin Nelson : Karak
- Samuel Ross Williams : Arak
- Timothy Daniel Furst : Sarak
- Hamid Fillali : Rachid
- Holland Taylor : Gloria
- Guy Cuevas : Le Vasseur
- Peter DePalma : le missionnaire
- Mark Daly Richards : un pirate

## Production

### Genèse et développement
Le scénario de cette suite est écrit par Mark Rosenthal et Lawrence Konner. Ken Levine et David Isaacs travaillent comme script doctors mais ne sont pas crédités. Pris par la production de Retour vers le futur, Robert Zemeckis (réalisateur du premier film) a cédé sa place à Lewis Teague pour cette suite[réf. nécessaire].
Kathleen Turner est d’abord très réticente à reprendre son rôle car elle n'apprécie pas le script.

### Tournage
Le tournage s'est déroulé d'avril à juillet 1985.
Lieux de tournage
- Maroc
  - Meknès
  - Aït Ben Haddou
  - Ouarzazate (notamment les studios Atlas)
- États-Unis
  - Parc national de Zion, à Springdale, dans l'Utah
- France
  - Cannes
  - Nice (notamment les studios de la Victorine)
  - Villefranche-sur-Mer
  - Riviera méditerranéenne
- Monaco
  - Monte-Carlo

## Bande originale
La musique du film est composée par Jack Nitzsche. L'album de la bande originale contient par ailleurs des chansons pop rock dont le tube When the Going Gets Tough, the Tough Get Going de Billy Ocean.
Liste des titres
1. When the Going Gets Tough, the Tough Get Going – Billy Ocean (4:09)
2. I'm in Love – Ruby Turner (3:30)
3. African Breeze – Hugh Masekela & Jonathan Butler (6:00)
4. Party (No Sheep Is Safe Tonight) – The Willesden Dodgers (5:10)
5. Freaks Come Out at Night – Whodini (4:45)
6. The Jewel of the Nile – Precious Wilson (4:18)
7. Legion (Here I Come) – Mark Shreeve (4:49)
8. Nubian Dance – The Nubians (3:35)
9. Love Theme – Jack Nitzsche (2:26)
10. The Plot Thickens – Jack Nitzsche (4:15)

## Accueil
Box office (mondial): 96,7 millions de dollars

## Commentaire
Le film est dédié à la mémoire de Diane Thomas, scénariste du premier film, décédée dans un accident de voiture peu avant la sortie du Diamant du Nil. Il est ainsi dédié à la mémoire de trois membres de l'équipe de production morts dans un accident d'avion lors de repérages au Maroc.